# Ralph Freeman
Sir Ralph Freeman (27 de noviembre de 1880 – 11 de marzo de 1950) fue un ingeniero estructural británico, responsable del diseño de varios de los puentes más impresionantes del mundo en la primera mitad del siglo XX, entre los que figura el puente de la bahía de Sídney.

## Semblanza

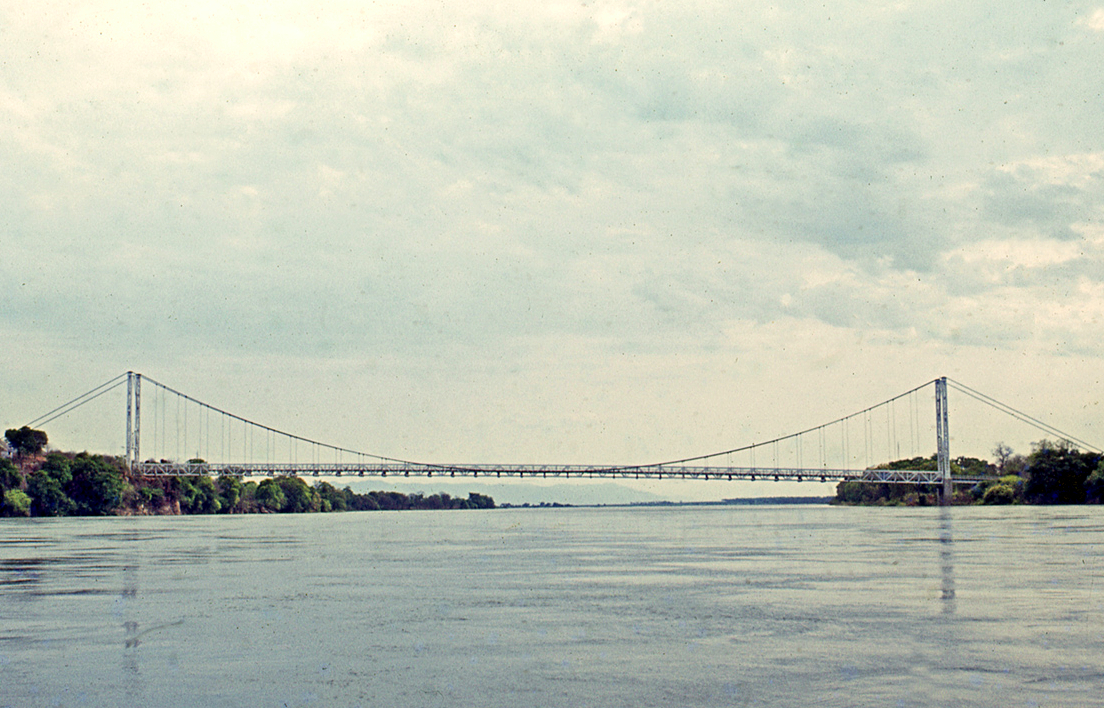
El puente de Chirundu, también conocido como de Otto Beit

Freeman nació en Londres, Inglaterra, en 1880. Estudió en la Haberdashers' Aske's Boys' School y en el Instituto de la Ciudad y los Gremios de Londres, y en 1901 se incorporó a Douglas Fox & Partners, una firma de ingenieros consultores especializados en el diseño de puentes de acero. Ascendió hasta convertirse en socio principal y en 1938 la firma cambió su nombre a Freeman Fox & Partners.
Junto con George Andrew Hobson diseñó el puente de las Cataratas Victoria, terminado en 1905. Es especialmente recordado por su trabajo de diseño en el puente de la bahía de Sídney y en el puente Birchenough en el área de Chipinge en Zimbabue. Así mismo, estuvo involucrado en la planificación de rutas ferroviarias en África, Brasil y Colombia y en el puente de la bahía de Auckland en Nueva Zelanda. Poco antes de su muerte participó en la planificación del puente del Severn.
Su hijo del mismo nombre (Ralph Freeman (1911-1998)), también ingeniero, llegó a ser socio principal de Freeman Fox & Partners, presidió la Institución de Ingenieros Civiles y dirigió el diseño del puente colgante del Humber. Su nieto, Ralph Anthony Freeman, también fue ingeniero, y trabajó en numerosos puentes, incluido el puente Rama IX en Bangkok.

## Reconocimientos
- Miembro de la Institución de Ingenieros Civiles desde 1917, recibió las medallas de oro de Telford y Baker.
- Formó parte de la junta directiva del ICE de 1937 a 1942.
- Elegido miembro del City and Guilds of London Institute y en 1932 miembro del Imperial College of Science and Technology.
- Nombrado caballero en 1947.[4]